# 和歌山県道120号上鞆淵那賀線
和歌山県道120号上鞆淵那賀線（わかやまけんどう120ごう かみともぶちながせん）は、和歌山県紀の川市から一部伊都郡かつらぎ町を通過して、紀の川市名手市場に至る一般県道である。

## 概要
紀の川市上鞆淵から一部伊都郡かつらぎ町を通過して、紀の川市名手市場に至る。起点から和歌山県道13号和歌山橋本線との交差点にかけては狭隘路となっている。また、ガードレールが設置されていない区間が多い。
生活道路として地元住民が利用しているほか、沿線に紀の川市立麻生津小学校があることから通学路としても利用されている。
伊都郡かつらぎ町内は森林の中を通過する。

### 路線データ
- 起点：紀の川市上鞆淵（和歌山県道4号高野口野上線交点）
- 終点：紀の川市名手市場（小島交差点、国道24号交点、和歌山県道127号中尾名手市場線終点）
- 実延長：7.386 km

## 路線状況

### 重複区間
- 和歌山県道13号和歌山橋本線（紀の川市北涌）

### 道路施設

#### 橋梁
- 麻生津大橋（紀の川、紀の川市）

## 地理

### 通過する自治体
- 紀の川市
- 伊都郡かつらぎ町
- 紀の川市

### 交差する道路
| 交差する道路                              | 交差する場所 | 交差する場所      |
| ----------------------------------------- | ------------ | ----------------- |
| 和歌山県道4号高野口野上線                 | 上鞆淵       |                   |
| 紀ノ川左岸広域農道 / 紀の川フルーツライン | 横谷         | [ 注釈 1 ]        |
| 和歌山県道13号和歌山橋本線 重複区間起点   | 北浦         |                   |
| 和歌山県道13号和歌山橋本線 重複区間終点   | 北浦         |                   |
| 国道24号 和歌山県道127号中尾名手市場線    | 名手市場     | 小島交差点 / 終点 |

### 沿線
- 紀の川市立麻生津小学校
- 紀の川

### 峠
- 麻生津峠（伊都郡かつらぎ町 - 紀の川市）